# Krmine
Krmine so naselje v mestu Banjaluka, Bosna in Hercegovina. 

## Deli naselja
Bajići, Blagojevići, Bosančići, Botići, Božići, Brankovići, Dojići, Donja Mahala, Gašići, Guskići, Kovačevići, Krmine, Kutići, Lazići, Milovanovići, Nikolići, Petkovići, Prnjavor, Stražbenica, Tandala, Velimirovići in Vidovići.

## Prebivalstvo
| Pregled števila prebivalcev po letih | Pregled števila prebivalcev po letih | Pregled števila prebivalcev po letih | Pregled števila prebivalcev po letih | Pregled števila prebivalcev po letih | Pregled števila prebivalcev po letih |
| ------------------------------------ | ------------------------------------ | ------------------------------------ | ------------------------------------ | ------------------------------------ | ------------------------------------ |
| 1948                                 | 1953                                 | 1961                                 | 1971                                 | 1981                                 | 1991                                 |
| -                                    | -                                    | 1.544                                | 1.517                                | 1.259                                | 980                                  |

| Narodna sestava prebivalstva po letih                                                                                          | Narodna sestava prebivalstva po letih                                                                                          | Narodna sestava prebivalstva po letih                                                                                      |
| --- | --- | --- |
| 1971 | 1981 | 1991 |
| . skupaj: 1.517 Srbi 1.508 (99,40 %) Hrvati 2 (0,13 %) Muslimani 0 (0,00 %) Jugoslovani 0 (0,00 %) drugi in neznano 7 (0,46 %) | . skupaj: 1.259 Srbi 1.255 (99,68 %) Hrvati 0 (0,00 %) Muslimani 0 (0,00 %) Jugoslovani 1 (0,07 %) drugi in neznano 3 (0,23 %) | . skupaj: 980 Srbi 973 (99,28 %) Hrvati 1 (0,10 %) Muslimani 0 (0,00 %) Jugoslovani 0 (0,00 %) drugi in neznano 6 (0,61 %) |